# Grimaud
Grimaud è un comune francese di 4.381 abitanti situato nel dipartimento del Var della regione della Provenza-Alpi-Costa Azzurra.

## Geografia
Grimaud sorge alle pendici meridionali del massiccio dei Maures, su un colle che domina la pianura alluvionale della Giscle ed il golfo di Saint-Tropez.

## Monumenti e luoghi d'interesse
- Castello di Grimaud, costruito nell'XI secolo fu in seguito ingrandito. Fu parzialmente smantellato durante la rivoluzione francese.
- Chiesa di San Michele;
- Cappella dei Penitenti.

## Note

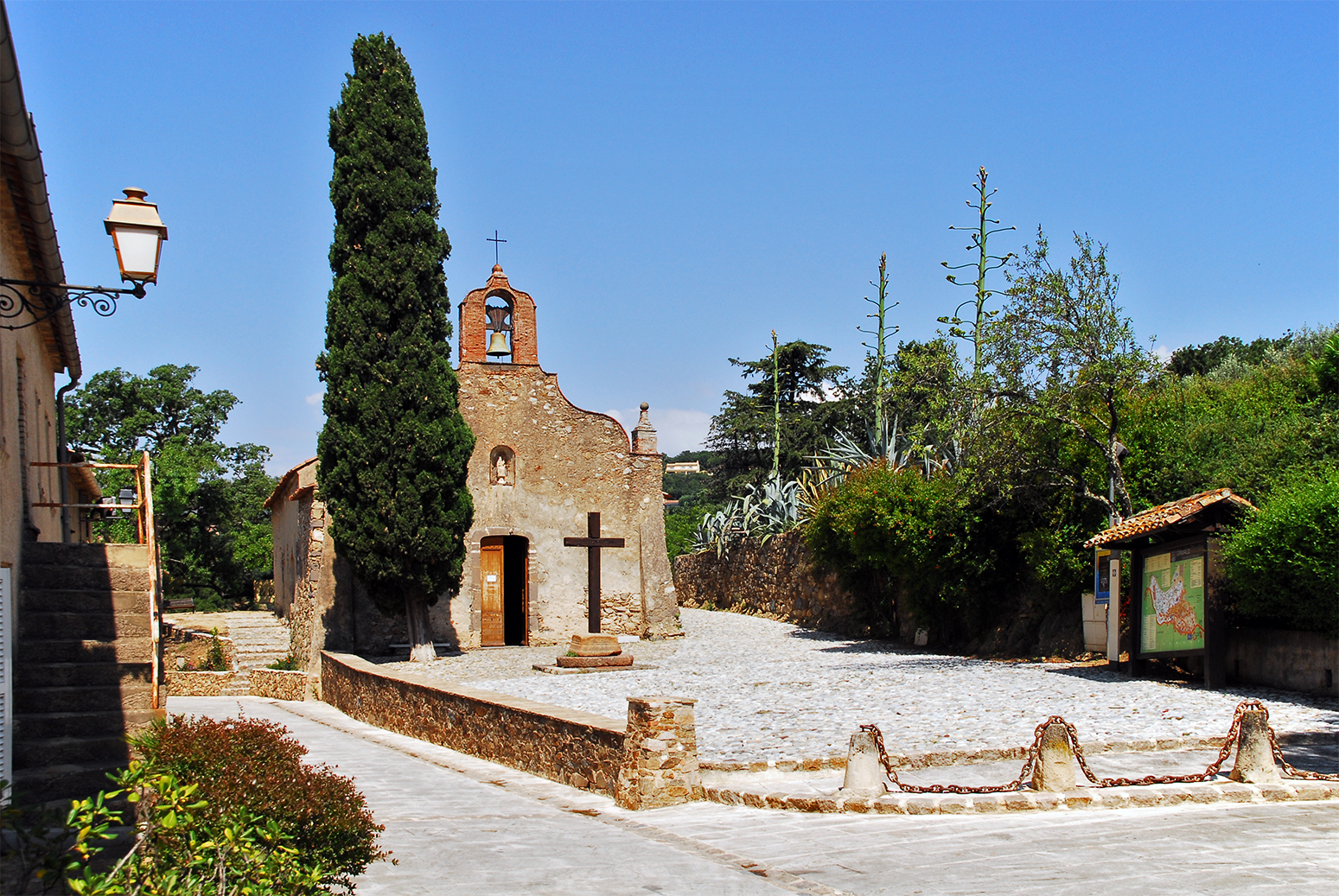
Chapelle des Pénitents

## Società

### Evoluzione demografica
Abitanti censiti